# Electrophaes moltrechti
Electrophaes moltrechti là một loài bướm đêm trong họ Geometridae.